# Збагачувальна фабрика Агуас-Тенідас
Збагачувальна фабрика Агуас-Тенідас – складова гірничодобувного комплексу, що створений на півдні Іспанії в провінції Уельва.
Фабрику спорудили для роботи з рудою копальні Агуас-Тенідас, що зпочала повноцінну діяльність в 2009 році. З 2015-го цей же майданчик працює також з продукцією двох інших копалень – Магдалена та Сотіель-Коронада, що розташовані за 7 км та 38 км від нього відповідно. Первісно проектна річна потужність збагачувального майданчику становила 2,2 млн тонн руди на рік, а в середині 2010-х цей показник довели до 4,4 млн тонн.
Унаслідок збагачення отримують мідний, цинковий та свинцевий концентрати. В 2018-му випуск цих продуктів становив 303, 201 та 34 тисячі тонн відповідно, для чого довелось переробити 4,34 млн тонн сухої руди. 
Станом на середину 2010-х від 85% до 100% продукції фабрики експортувались до Китаю через порти Уельва та Альгесірас (при цьому велись перемовини щодо поставок на розташований в Уельві мідеплавильний завод Atlantic Copper).
Фабрика належить компанії Minas de Aguas Teñidas SA (MATSA), що веде роботи на всіх трьох названих вище рудниках. На момент запуску збагачувального майданчику MATSA належала канадській компанії Iberian Minerals Corporation, яку в 2012-му поглинув транснаціональний трейдер Trafigura. За три роки співвласником MATSA став інвестиційний фонд з емірату Абу-Дабі Mubadala Investment Company, а в 2022-му її продали австралійській Sandfire Resources.